# رودني سكوت
رودني سكوت (بالإنجليزية: Rodney Scott)‏ هو ممثل أمريكي، ولد في 17 فبراير 1978 في الولايات المتحدة.

## وصلات خارجية
- رودني سكوت على موقع IMDb (الإنجليزية)
- رودني سكوت على موقع قاعدة بيانات الفيلم (الإنجليزية)